# 阵内智则
陣內智則（日语：／ Jinnai Tomonori，1974年2月22日—），日本喜劇演員、主持人。曾經於日本節目《娛樂之神》表演多場短篇喜劇及主持關西電視節目《narutomo！》，並舉行多場喜劇劇場。曾擔任《Docking48》主持。由於陣內生於關西，因此日語中帶有播磨方言（播州弁）口音。
兵庫縣立高砂南高等学校畢業，大阪吉本綜合藝能學院第11期生。

## 人物
出生時，父親錯認其血型曾經為A型，經過驗血後，陣內血型實際為O型。
演員陣內孝則及記者陣內貴美子為他的遠房親戚，並於關西電視台節目《陣內家》共同演出。
其個人興趣包括打棒球，也是遊戲桃太郎電鐵的超級粉絲，為紀念桃太郎電鐵推出15周年而製作的節目《桃之陣!》（桃の陣!）亦有邀請陣內擔任主持。

## 個人生活
陣內曾和AV女優及川奈央交往。2007年，與藤原紀香結婚，舉辦豪華婚禮，耗資5億日圓。2009年3月19日，被多家媒體報導兩人分居。翌日，藤原紀香方面提出離婚。2009年3月23日，陣內與藤原紀香正式離婚，並在隔天於東京召開記者會宣布此一消息。
2017年6月30日，陣內智則与交往四年的富士电视台女主播松村未央结婚。
2021年7月30日，被媒體報導染上了新冠肺炎。

## 奬項
- 1998年：第十九届ABC喜劇演員大奬（優秀新人賞）
- 2000年：上方喜劇大賞（最優秀新人賞）
- 2004年：
  - 上方喜劇大賞（話題賞）
  - 東京運動電影大賞（日本藝能大奬）
- 2009年：S-1大賽（12月冠軍）